# Поштова вулиця (Луганськ)
Вулиця Поштова (офіційно Почтовая) — вулиця в історичному центрі Луганська.
Починається від прохідної Верстатобудівного заводу і закінчується біля скверу Революції.

## Історичний огляд

Поштова вулиця. Поч. ХХ ст.

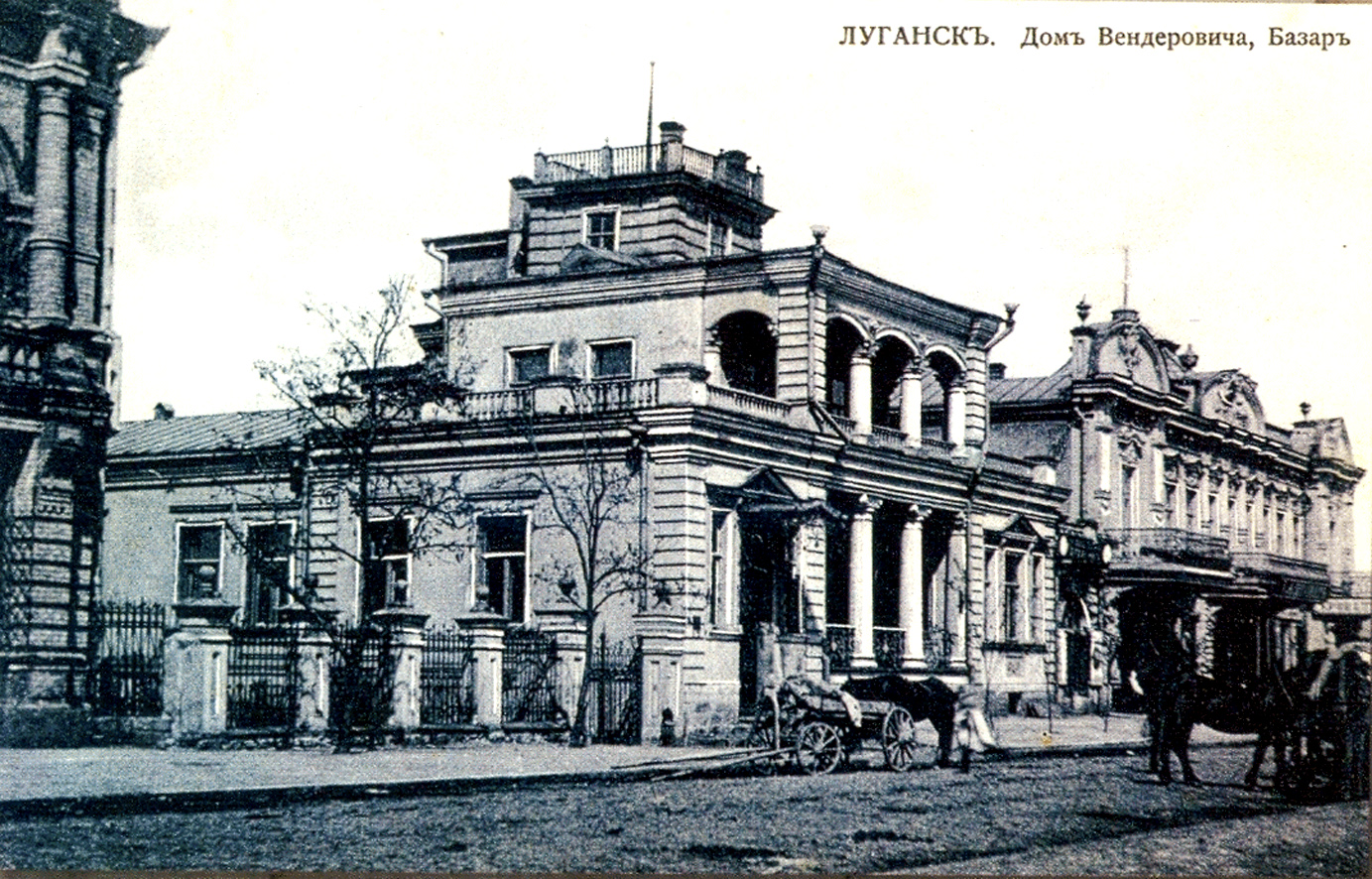
Будинок Вендеровича. Поч. ХХ ст.

Вулиця отримала свою назву через те, що тут була розташована перша поштова експедиція (на місці сучасної школи № 2). На відміну від пошти вона не мала постійного штату поштарів. Листи розносив посланець (нарочний), який працював тимчасово, або за ними приходили самі містяни.
Земська пошта займала невелике приміщення, в якому у XIX столітті зі своєю родиною жив поштмейстер. Однак за результатами перевірки чиновника, який займав майже все приміщення, змусили подати у відставку. А місце звільнили під пошту.
У 1913 році на Поштовій, 22 відкрили нову поштово-телеграфну контору.
Неподалік був розташований дерев'яний цирк-шапіто, який знесли у 1914 році.
На рубежі XIX-ХХ століть цілий квартал з великим будинком належав найбагатшій людині міста Давиду Вендеровичу. Тепер на цьому місці стоїть Луганський художній музей.
Давид Вендерович був власником заводу, магазинів, складів. Окрім того, він був старостою синагоги, яка з'явилась у Луганську в 1860-х роках.

## Місцеві байки
За місцевою легендою, в районі ПТУ № 7 як раз під автозаправкою були розташовані покинуті ще в революційні часи порохові погреби Луганського патронного заводу. Старожили непокояться, що у будь-який момент може статися вибух, який знищить майже все Старе місто.

## Опис
На вулиці розташовані:
- Верстатобудівний завод імені Леніна.
- Луганський художній музей.
- Поштове відділення № 1 (Поштова, 22).
- Середня школа № 2.
- Луганська спеціалізована школа № 19, колишня казенна жіноча гімназія.
- Художня школа (Поштова, 24).
- Колишня міська телефонна станція (Поштова, 20).
- Музей зв'язку (Поштова, 25).

## Галерея

Верстатобудівний завод
Пошта № 1
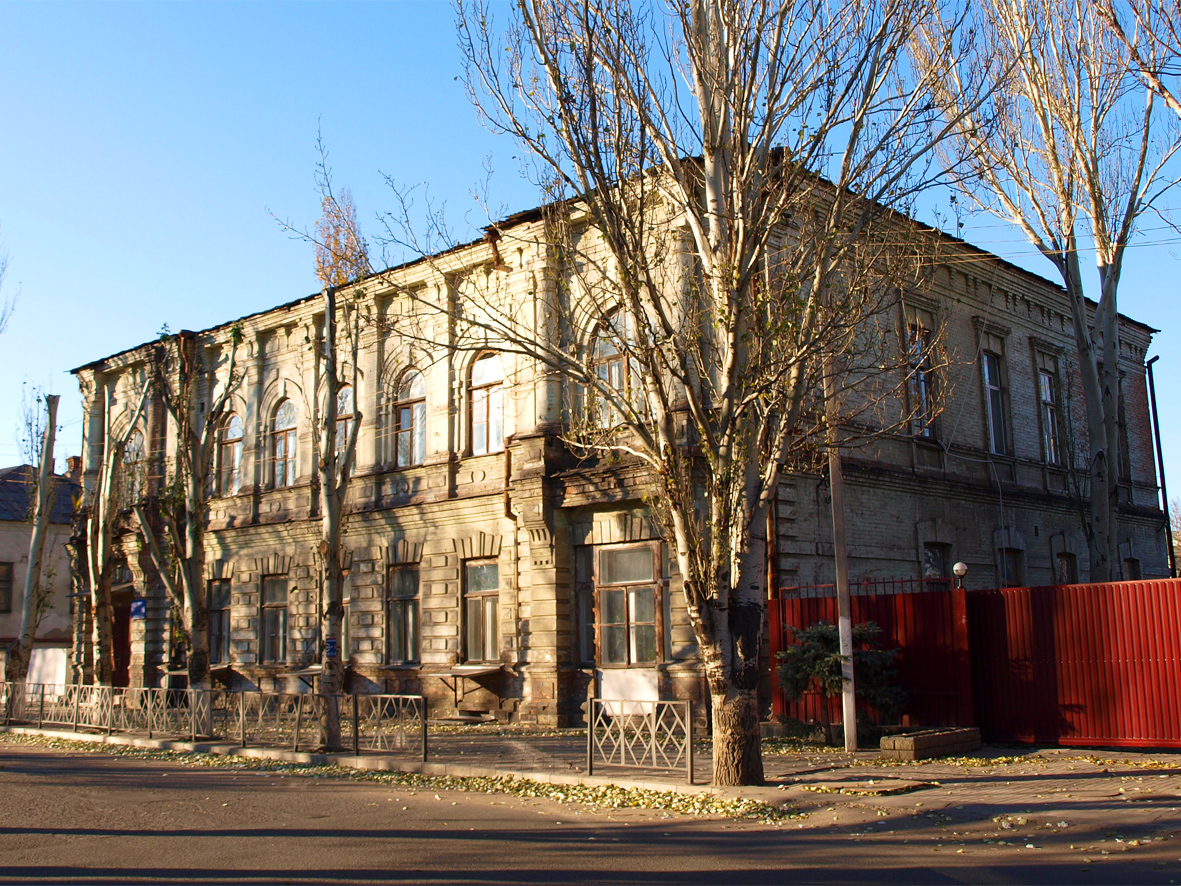
Колишня жіноча гімназія
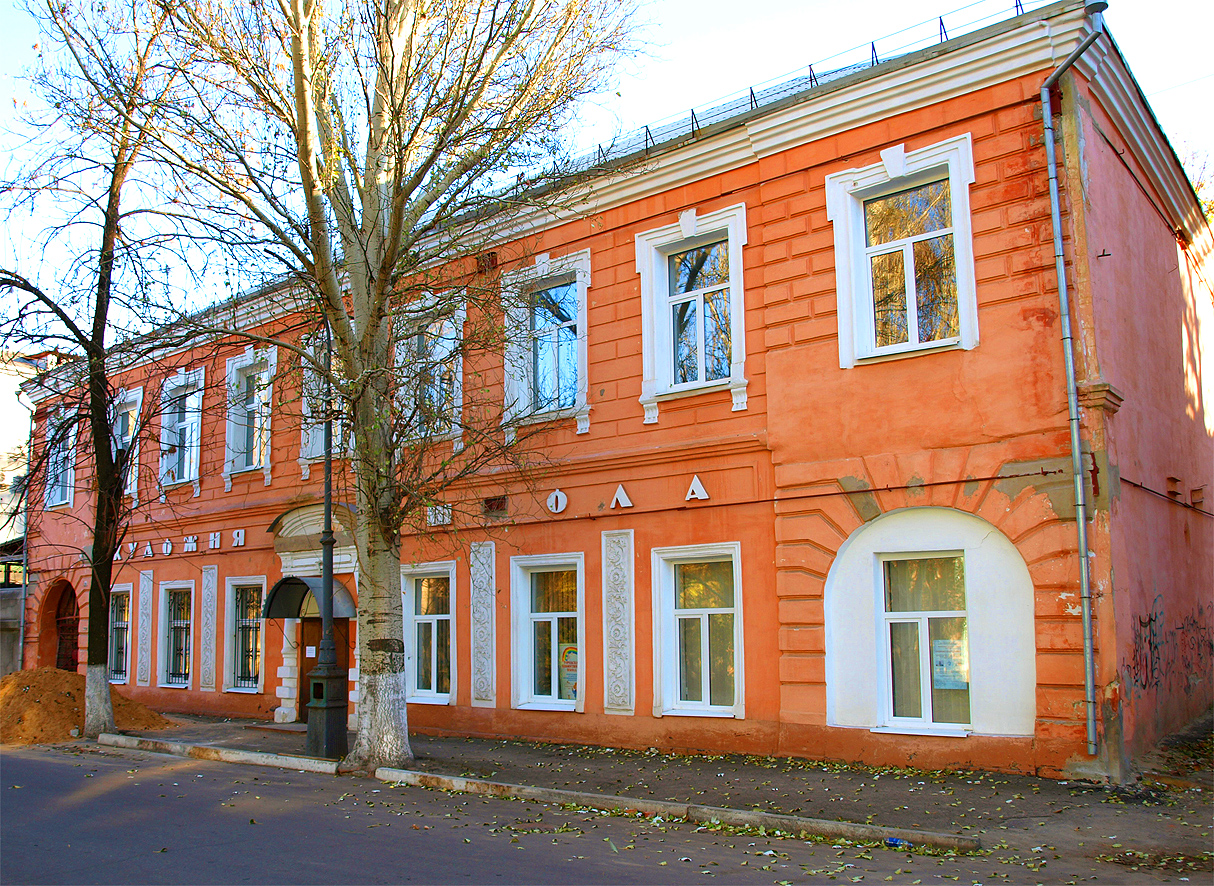
Художня школа
Стара хата
Середня школа № 2. На її місці була розташована перша поштова експедиція.
Колишня міська телефонна станція
За легендою, тут розташовані порохові погреби
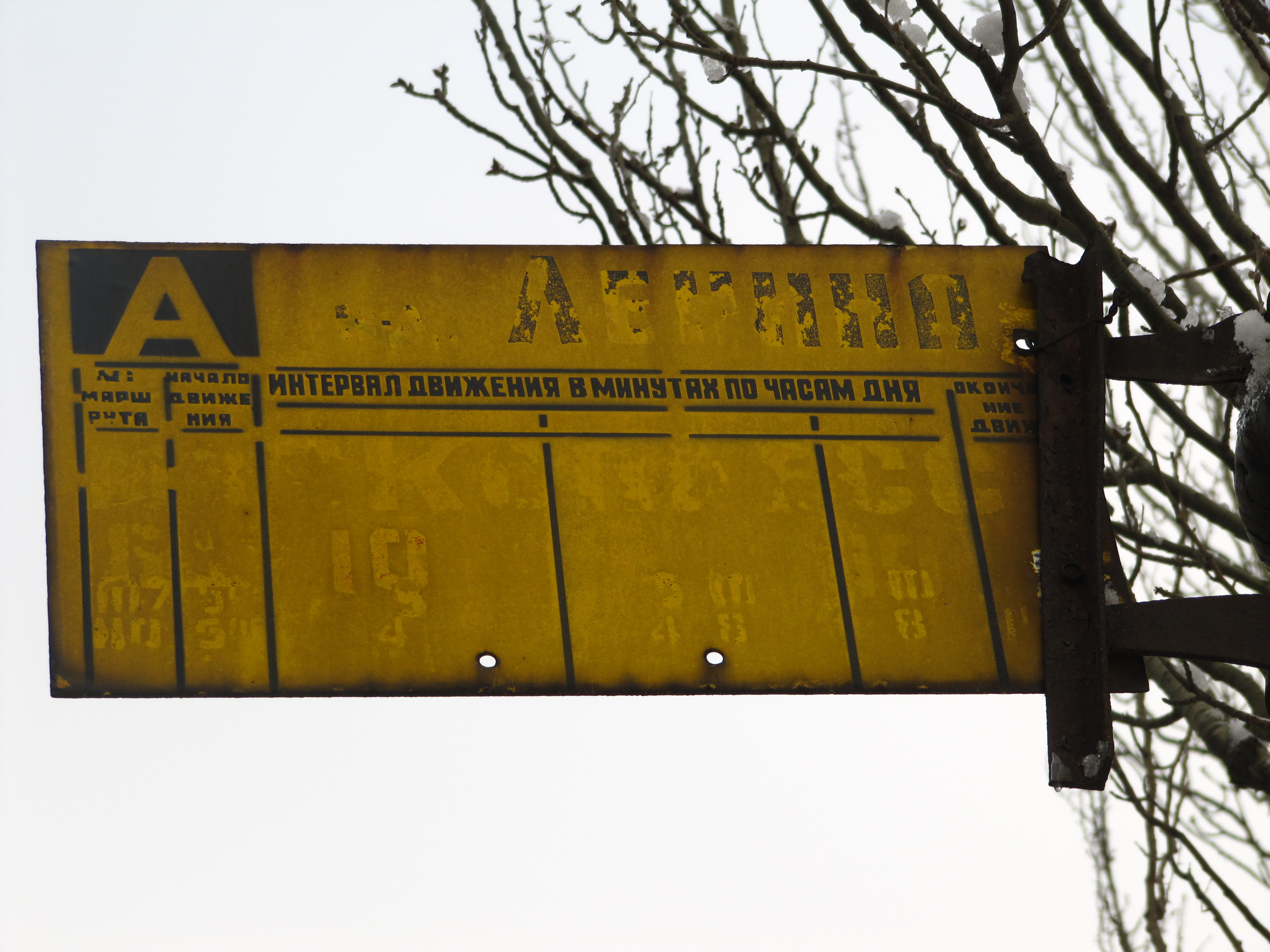
Старий автобусний маршрутний вказівник на зупинці "завод Леніна"